# Symmetric digital subscriber line
O SDSL (Symmetric ou Single-line-high-bit-rate Digital Subscriber Line) é uma variante do HDSL que permite taxas iguais às de ligações T1 ou E1, mas requer apenas um par metálico.
A sua taxa de transmissão varia entre 72Kbps e 2320Kbps, em uma distância máxima de até 3,4Km.